# Romolo Romani
Romolo Romani (Milano, 29 maggio 1884 – Brescia, 10 agosto 1916) è stato un pittore italiano.
Fu il precursore dell'astrattismo e protagonista delle avanguardie dell'arte italiana.

## Biografia
Nato a Milano nel 1884 da Giacomo e da Giulia Alghisi (vedova Ronchi), dopo la giovinezza a Brescia, dove frequenta il ginnasio, si iscrive alla scuola libera del nudo all'Accademia di Brera nel 1902.

## Esordi milanesi
Il Comune di Milano concede a Romani nel 1904 uno studio nel Castello Sforzesco e un sussidio in seguito a un premio ottenuto all’Esposizione nazionale della caricatura di Varese. Nello stesso periodo conosce Gaetano Previati, di cui ammira il lavoro e dal quale apprende il Divisionismo. Partecipa per la prima volta alla Biennale di Venezia nel 1905.

## Primi tentativi di astrattismo

La rivolta

Le sue opere sono improntate a un Simbolismo di matrice nord-europea e a modalità secessioniste. Volti deformati e grotteschi, delineati da un segno forte e chiaroscurato, emergono dentro strutture geometriche e plastiche, che mostrano una sicura affinità con la ricerca dello scultore Adolfo Wildt. Il giovane Romani realizza dipinti e disegni ritenuti di grande originalità per la sua epoca, che sanno sviluppare suggestioni esoteriche e spiritualistiche. Alcune opere appaiono come fantasie psichico-oniriche sulla linea di Edvard Munch e Odilon Redon.
Da un lato Romani resta legato alla figurazione e a un'esasperata crudezza che influenzerà molto Luigi Russolo,  dall'altra parte, con opere come Immagine e Prismi, produce alcuni dei più precoci esempi europei di astrattismo in pittura, precedendo di alcuni anni il famoso acquerello astratto di Vasilij Vasil'evič Kandinskij. I disegni a matita del giovane Romani, che raffigurano il diffondersi delle onde acustiche e delle scie d'acqua, si posizionano al di là del sensibile e riecheggiano movimenti e suoni interiori, arrivando a esplorare una realtà altra e introspettiva.

## La rivistaPoesiae l'avanguardia futurista

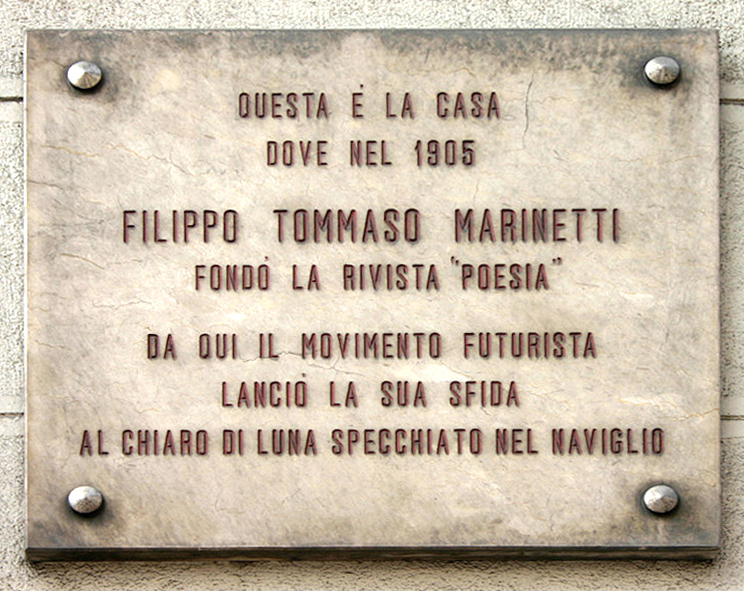
Casa Marinetti, lapide che ricorda la sede della rivista Poesia in via Senato 2 a Milano

A partire dal luglio 1906 e fino alla metà del 1908 Romolo Romani collabora come illustratore con la rivista Poesia, diretta da Filippo Tommaso Marinetti e Sem Benelli. Frequenta a Milano l'ambiente dei giovani artisti legando con Aroldo Bonzagni, Carlo Erba, Giuseppe Camona, Ugo Martelli. Incontra successivamente Carlo Carrà e intorno al 1909 conosce Antonio Sant'Elia, Mario Chiattone, Leonardo Dudreville e Umberto Boccioni. Il sodalizio con i primi artisti futuristi lo porta a sottoscrivere il Manifesto dei Pittori Futuristi, scritto tra la fine di gennaio e gli inizi di febbraio del 1910, diffuso in forma di volantino per Poesia e firmato, oltre che da Romani, anche da Umberto Boccioni, Carlo Carrà, Luigi Russolo e Aroldo Bonzagni. 
Filippo Tommaso Marinetti affermava che Romani entrava […] nel movimento nostro portandovi l'acceso spirito novatore, e che le gigantesche anatomie liriche e i suoi ossessionanti paesaggi d'incubo rivelarono un autentico futurista. Nonostante questo riconoscimento del fondatore del movimento, nel Manifesto pubblicato ufficialmente l'11 febbraio 1910 i nomi di Bonzagni e Romani scompaiono, sostituiti da quelli di Gino Severini da Parigi e di Giacomo Balla da Roma. Nel 1910 partecipa per la seconda volta alla Biennale di Venezia. Oltre al ruolo di precursore di un astrattismo di matrice mistica e teosofica, è fondamentale l'influsso di Romolo Romani sull'orientamento visionario ed espressionista del primo Futurismo. Di questo suo modo di rappresentare troviamo evidente traccia nel 1911 negli Stati d'animo di Umberto Boccioni.

## Gli ultimi anni e la riscoperta
A partire dal 1911 la sua produzione perde di forza onirica, anzi cerca di recuperare una solidità della figura e della luce. Si trasferisce a Brescia e prosegue l'attività di illustratore e di cartellonista, fino alla precoce morte avvenuta nel 1916.
Le opere di Romolo Romani, in buona parte andate distrutte nel 1945 a causa dei bombardamenti di Brescia e di Milano, restano nelle Gallerie d'Arte Moderna di Milano, di Novara, presso i Civici Musei d'Arte e Storia di Brescia e in collezioni private. Dopo le prime retrospettive postume del 1919 a Brescia, del 1920 a Milano e nel 1932 alla Biennale di Venezia, per Romani è iniziato un lungo oblio.  La sua opera è stata al centro dell'attenzione degli storici dell'arte negli ultimi anni in particolare grazie all'esposizione al pubblico delle opere nuovamente a Milano (Permanente) e a Brescia (Chiesa di Santa Giulia) nel 1982, presso l'Università Cattolica del Sacro Cuore di Brescia nel 1997-1998 e presso il Museo di Santa Giulia di Brescia nel percorso della mostra Novecento mai visto nel 2013.